# Gazela piaskowa
Gazela piaskowa (Gazella leptoceros) – ssak kopytny z rodziny wołowatych. Międzynarodowa Unia Ochrony Przyrody (IUCN) wymienia Gazella leptoceros w Czerwonej księdze gatunków zagrożonych jako gatunek zagrożony. Ich populacja obejmuje około 300–600 osobników. Na wolności zwierzęta te żyją ok. 4,7 lat.

## Występowanie
Występuje w Algierii, Tunezji i Libii. Pojedynczo także na terenach Egiptu, północno-wschodniej części Sudanu, północnej części Czadu oraz środkowej części Nigru. Możliwe występowanie także w północnej części Mali. 